# Witzwort
Witzwort település Németországban, Schleswig-Holstein tartományban. Lakosainak száma 1037 fő (2023. december 31.).

## Népesség
A település népességének változása:
| Lakosok száma | 896  | 1046 | 1032 | 1026 | 1022 | 1037 |
|               | 1975 | 2017 | 2019 | 2021 | 2022 | 2023 |